# Glanerbeek
Pour les articles homonymes, voir Glane.
Le Glanerbeek ou Glane est un grand ruisseau allemand et néerlandais, affluent du Dinkel. Il coule en Rhénanie-du-Nord-Westphalie et en Overĳssel. Anciennement, le Glanerbeek s'appelait également Mulderinkbeek.

## Géographie
La source du Glanerbeek se trouve dans la partie allemande de l'Aamsveen, près de la frontière entre l'Allemagne et les Pays-Bas. Il entre sur le territoire néerlandais, où la totalité de son cours se trouve dans la commune d'Enschede. Dans le quartier neuf de De Eschmarke, le Glanerbeek fait partie d'un bio-corridor. À partir du village de Glanerbrug, (pont sur la Glane), le Glanerbeek forme une frontière naturelle avec l'Allemagne pendant environ 2 km. À proximité du petit village de Glane, le Glanerbeek se jette dans le Dinkel.

## Écologie
L'Agence de l'Eau de Regge et Dinkel a rendu une grande partie du ruisseau à la nature. Pour ce faire, l'agence a acheté deux anciens méandres, qui ont été rattachés au ruisseau. À d'autres endroits, on a restauré l'ancien lit sinueux. On a construit une échelle à poissons et établi des petits murets pour favoriser la nidification du martin-pêcheur.

## Sources et références

### Source
- (nl) Cet article est partiellement ou en totalité issu de l’article de Wikipédia en néerlandais intitulé « Glanerbeek » (voir la liste des auteurs).